# Kristianstad megye
Kristianstad megye (Kristianstads län) Svédország egyik megyéje volt 1997-ig, amikor összevonták Malmöhus megyével, hogy megalakítsák Skåne megyét. A kormányzó székhelye Kristianstad városában volt.

## Kormányzók
- Samuel von Hylteen (1719–1738)
- Nils Silfverskiöld (1739–1745)
- Christian Barnekow (1745–1761)
- Carl Axel Hugo Hamilton (1761–1763)
- Reinhold Johan von Lingen (1763–1772)
- Axel Löwen (1773–1776)
- Gabriel Erik Sparre (1776–1786)
- Carl Adam Wrangel (1786–1803)
- Eric von Nolcken (1803–1811)
- Axel de la Gardie (1811–1838)
- Georg Ludvig von Rosen (1838–1851)
- Knut Axel Posse (1852–1856)
- Emil von Troil (1856–1859)
- Axel Ludvig Rappe (1860–1866)
- Axel Trolle-Wachtmeister (1866–1883)
- Magnus de la Gardie (1883–1905)
- Louis de Geer (1905–1923)
- Johan Nilsson (1923–1938)
- Alvar Elis Rodhe (1938–1947)
- Per Westling (1947–1963)
- Bengt Petri (1964–1979)
- Lennart Sandgren (1979–1984)
- Einar Larsson (1985–1989)
- Anita Bråkenhielm (1990–1996)
- Hans Blom (1996)

## Lásd még
- Skåne megye kormányzói
- Svéd megyekormányzók